# とんだ野球試合
『とんだ野球試合』（とんだやきゅうしあい、原題：Batty Baseball, 1944年）は、アメリカ合衆国の映画会社メトロ・ゴールドウィン・メイヤーに所属していたアニメーターのテックス・アヴェリー作品のひとつ。

## 作品内容
いきなりタイトルから始まり、途中で選手が気づいてライオンのオープニングへ行くという変わった始まり方。
選手達の試合ぶりはかなり酷い。ピッチャー、キャッチャーしか守りはおらず、その守備陣も、
- ボウリング球をなげる
- キャッチャーがバッターより前に出てボールを捕る
- ボールを3回いっぺんに投げる

など、かなりのインチキプレイをしている。

## 日本でのTV放映
ニュージャパンフィルム配給の『まんが宇宙船』で放送。
現在はCSのカートゥーンネットワークで放送中の『カートゥーン・クラシックス』内で時折放送される。